# Siamspinops spinosus
Espèce
Siamspinops spinosus est une espèce d'araignées aranéomorphes de la famille des Selenopidae.

## Distribution
Cette espèce est endémique de la province de Chiang Mai en Thaïlande,. Elle se rencontre dans le parc national de Doi Suthep-Pui.

## Description
La femelle holotype mesure 7,2 mm.

## Publication originale
- Dankittipakul & Corronca, 2009 : Siamspinops, a new selenopid genus from southeast Asia (Arachnida, Araneae). Organisms, Diversity & Evolution, vol. 9, p. 69e1-69e12 (texte intégral).